# Крниці-при-Новаких
Крниці-при-Новаких (словен. Krnice pri Novakih) — поселення в общині Гореня вас-Поляне, Горенський регіон, Словенія. Висота над рівнем моря: 813,2 м.